# Frédéric Bessy
Pour les articles homonymes, voir Bessy (homonymie).
Frédéric Bessy, né le 9 janvier 1972 à Villefranche-sur-Saône est un coureur cycliste français. Il évolue chez les professionnels durant les années 1990 et 2000.

## Palmarès

### Palmarès amateur
- 1990
  - Prix du Centre E. Leclerc
- 1991
  - Tour du Valromey
- 1993
  - Tour du Beaujolais et Val de Saône
- 1994
  - 2e du Grand Prix de Saint-Étienne Loire
  - 3e du championnat du Lyonnais
  - 3e du Tour du Pays Roannais
- 1995
  - Champion du Lyonnais
  - Barcelone-Montpellier :
    - Classement général
    - 2e étape

  - Boucles du Tarn
  - Grand Prix de Cours-la-Ville

### Palmarès professionnel
- 1997
  - 2e de la Classique d'Ordizia
- 1998
  - Prix des blés d'or
- 1999
  - 2e du Tour du lac Léman
  - 3e du Grand Prix d'ouverture La Marseillaise
- 2001
  - 5e étape du Tour de France (contre-la-montre par équipes)
- 2003
  - 3e du Tour du Doubs
- 2004
  - Grand Prix de Lugano

## Résultats sur les grands tours

### Tour de France
5 participations
- 1999 : 42e
- 2001 : 119e, vainqueur de la 5e étape (contre-la-montre par équipes)
- 2002 : 67e
- 2004 : non-partant (3e étape)
- 2005 : 129e

### Tour d'Italie
2 participations
- 1998 : 79e
- 2007 : 66e

### Tour d'Espagne
5 participations
- 1996 : abandon
- 1997 : 70e
- 1998 : 43e
- 2000 : abandon (11e étape)
- 2006 : 41e